# JAWSAT
JAWSAT (Joint Air Force Academy – Weber State University Satellite, auch OSCAR 39) war ein gemeinsam von der Weber State University und der United States Air Force Academy gebauter US-amerikanischer Satellit.
Der Satellit wurde am 27. Januar 2000 3:03 Uhr UTC (26. Januar Lokalzeit) mit einer Minotaur-I-Rakete von der Vandenberg Air Force Base gestartet. Der Satellit diente als Multi-Payload-Adapter für die Nanosatelliten FalconSat 1, ASUSat, OCS und OPAL (Orbiting Picosat Automatic Launcher), wobei OPAL wiederum die Picosatelliten Picosat 1 bis 6 mit sich führte. Alle Satelliten wurden 13–16 Minuten nach dem Start erfolgreich ausgesetzt, wobei JAWSAT noch mit der vierten Stufe der Minotaur verbunden war. JAWSAT löste sich schließlich 19 Minuten nach dem Start von der Oberstufe.
Als Nutzlast verblieben nach dem Aussetzen der Nanosatelliten der Plasma Experiment Satellite Test (PEST) vom Marshall Space Flight Center der NASA und die Attitude Controlled Platform (ACP) der Weber State University an JAWSAT.
Er war mit Amateurfunk-Sendern für das 70-cm-Band und das 13-cm-Band ausgestattet, die aber nicht aktiviert werden konnten. Alle Nutzlasten wurden erfolgreich ausgesetzt. Nach dem erfolgreichen Start erhielt der Satellit die OSCAR-Nummer 39 zugewiesen und wurde auch als Weber-OSCAR 39 bzw. WO-39 bezeichnet, womit er Nachfolger von Weber-OSCAR 18 wurde.
Seine COSPAR-Bezeichnung ist 2000-004A.